# Phoebe Buffay
Pour les articles homonymes, voir Buffay.
Phoebe Buffay Hannigan est un personnage fictif interprété par Lisa Kudrow dans la série américaine Friends.

## Personnalité
Ayant vécu une enfance traumatisante et anormale, Phoebe est naïve et candide. Au fond d'elle, elle est toujours une enfant mais fait parfois preuve de sagesse. Elle ne savait pas faire du vélo jusqu'à ce que Ross le lui apprenne avec des petites roues. Elle croit au père Noël, jusqu'à ce que Joey Tribbiani (Matt LeBlanc) lui révèle qu'il n'existe pas. Dans le groupe, elle est connue pour bien connaitre le milieu urbain et ses pratiques, ayant vécu dans la rue. Elle et Ross ont failli se faire agresser mais c'était en réalité un ancien ami de Phoebe qu'elle a connu dans sa jeunesse. Phoebe garde un couteau dans sa chaussure. Souvent amicale, Phoebe n'hésite pas à devenir "La Phoebe de la rue" quand ses amis font preuve d'imprudence ou de naïveté. Phoebe dit que "la Phoebe des rues" ne serait jamais devenue amie avec les Friends. Phoebe a parfois du mal à comprendre les subtilités sociales et sa franchise est un gag récurrent de la série.

Phoebe est la plus désinhibée des trois femmes et elle est celle qui raconte le plus ses aventures sexuelles. Dans l'épisode Celui qui n'osait pas dire la vérité, Rachel tente de demander un service au petit ami de Phoebe Mike Hannigan (Paul Rudd), en échange Rachel lui promet que Phoebe lui fera "des trucs cochons" ce à quoi il répond qu'il ne voit pas comment ça « pourrait être encore plus cochon ». Dans la saison 10., Phoebe nie que les menottes trouvées dans la chambre de Monica sont les siennes car elle utilise des menottes bien plus solides ; elle précise qu'en ce moment Mike est attaché à un radiateur. Phoebe aurait aussi participé à un « plan à trois ». Quand Rachel demande ce que Phoebe et Mike célèbrent lors de leur premier anniversaire « Quel anniversaire ? Premier rencard ? Premier baiser ? Première fois où vous avez fait l'amour ? » et Phoebe répond « Ouais c'est ça ! ». Phoebe embrasse Rachel dans un épisode pour voir si Rachel embrasse aussi bien qu'elle le dit. Il est aussi suggéré que Phoebe a travaillé pour un téléphone rose.
Phoebe utilise souvent son passé traumatisant pour obtenir de la compassion de la part de ses amis. Elle fait souvent référence au suicide de sa mère pour s'attirer de la sympathie. Phoebe ne semble pas préoccupée par le fait que ses amis savent que c'est un stratagème. Dans un épisode, Rachel dit « Attends tu ne peux pas utiliser cette excuse pour avoir le mec mignon et le dernier muffin à la myrtille ! » et Phoebe répond « Je l'ai déjà utilisé aujourd'hui ? Désolée. » Dans les dernières saisons, les amis ne sont plus aussi indulgents avec elle.
Phoebe croit en la réincarnation et faire référence à plusieurs dieux. Elle est très ouverte quant à l'existence de phénomènes paranormaux, elle croit au karma et est prête à concevoir les théories les plus bizarres, au plus grand regret de Ross. Elle ne croit pas à l'évolution ou à la gravité. Dans un épisode, son incrédulité face à l'évolution cause une dispute avec Ross. Après avoir remis en question ses croyances et l'avoir poussé à considérer qu'il existe d'autres vérités, elle conclut "Je l'ai bien eu !". Lors d'un épisode, Phoebe se dit possédée par l'esprit d'une dame de 82 ans, morte sur sa table de massage. Phoebe dit entendre des voix, dont Joey qui chante. Dans  Celui qui avait des souvenirs difficiles à avaler, Phoebe révèle qu'elle est persuadée qu'elle avait le même look dans ses deux précédentes vies, lors de la Guerre de Sécession et de la Première Guerre mondiale, elle y était infirmière sur le champ de bataille et y a perdu un bras à Thanksgiving. Elle dit que Joey n'a aucun souvenir de ses précédentes vies car il "est tout neuf". Dans la saison 4, elle croit que l'esprit de sa mère a été réincarnée dans un chat. Joey fait remarquer que le chat est un mâle mais Chandler l'interrompt pour que Phoebe y croit. Ross dit qu'elle y croit car elle a passé du temps avec sa mère biologique et se sent coupable. Quand Phoebe est avec le chat et que sa mère biologique l'appelle, elle va dans une autre pièce pour que sa mère adoptive (le chat) ne l'entende pas. Mais le chat était en fait Julio, appartenant à une petite fille à Soho. "Petite fille a perdu son chat. Folle qui pense que sa mère est dans un chat."
Son opposition aux multinationales fait partie de nombreux épisodes. Phoebe déteste les grands magasins et l'avidité des entreprises, comme Pottery Barn (même si on apprend qu'elle y fait ses courses). Dans la saison 9, elle tente de convaincre Rachel de ne pas aller dans un salon de massage car ceux-ci menacent les massages indépendants, comme elle. En réalité Phoebe est employée de ce salon pour l'argent et la couverture sociale qu'elle lui offre.
Phoebe est occasionnellement connue pour être une buveuse, bien qu'il ne soit jamais démontré qu'elle soit dépendante ou alcoolique. Dans un épisode de la saison 7, Phoebe dit à Monica "Je me sens comme si j'avais bu dix verres aujourd'hui… j'en ai bu que six". À une soirée de charité elle boit plus de vingt verres et elle dit "Plus je bois, moins il y a d'alcool pour les enfants". Aux trente ans de Monica, quand Monica est saoule, Phoebe décide d'"en boire deux fois plus pour que plus personne ne remarque Monica". Quand Ross et Rachel se réveillent mariés à Las Vegas, Phoebe et le reste des amis déjeunent et elle boit, disant que « Là maintenant je suis bourrée ».
Phoebe est la seule du groupe à être gauchère, mais elle est ambidextre car elle fait beaucoup de choses avec la main droite. Elle est considérée comme très différente du reste du groupe. Dans Celui qui se faisait agresser, elle dit que les autres se connaissent depuis très longtemps. Ross et Monica sont frères et sœurs, Rachel est une amie très ancienne de Monica et Chandler était le colocataire de Ross à l'université. Elle est aussi géographiquement loin du groupe, elle est la seule à vivre loin des autres. Après qu'Emily a demandé à Ross de ne plus voir  Rachel, Rachel dit même qu'elle pensait que Phoebe serait la première à sortir du groupe car elle habite loin et n'a pas de vrais liens avec les autres. Elle est cependant très proche de Joey (il la réconforte quand David repart pour Minsk, elle lui apprend à parler français pour une audition, il l'embrasse sur la bouche le jour de l’anniversaire de ses 30 ans, il la pistonne pour jouer dans sa série, ils font régulièrement des repas en tête à tête pour se confier...). Il lui arrive aussi de dormir régulièrement chez ses amis, notamment chez Monica et Chandler ou Ross jusqu’à ce que ce que la plupart d'entre eux se mettent en couple dont elle-même avec Mike.
Phoebe est aussi végétarienne et militante pour les droits de la nature. Elle ne porte pas de fourrure. Cependant, dans un épisode elle porte un manteau de vison et le trouve très doux et chaud. Par ailleurs, elle mangera de la viande pendant sa grossesse car les « bébés en ont besoin » et s'engage à manger la part de viande de Joey, qui lui s'en privera éviter que « des vaches supplémentaires soient tuées ».
Pour plaire aux parents de Mike, elle mangera du veau mais cela la rendra malade.

### La musique
Les goûts douteux de Phoebe en matière de musique sont une source d'amusement. Parmi ses chansons, les plus célèbres sont "Le garçon à la double luxation", "Bisexuels", "Souliers collants", "Chanson de vacances", "Ode à un poil pubien" et la plus connue "Tu pues le chat". Dans la série, "Tu pues le chat" devient une pub pour de la litière pour chat (chantée par Leslie, une de ses anciennes amies) et un clip vidéo (elle n'y chante pas non plus). Lors de la saison 9, elle joue devant le restaurant de Monica, mais ses chansons font fuir les clients et dégradent l'image classieuse de son restaurant. Phoebe se fait insulter et comprend ça comme une critique face à la façon dont elle s'habille et non pas face à la vulgarité de ses chansons. Dans la saison 10, elle chante une chanson "Ton nom est un vrai dilemme" pour Emma, la fille de Ross et Rachel, lors de son anniversaire. Cette chanson montre que le nom Emma est difficile à faire rimer.

Les influences musicales de Phoebe et ses groupes préférés sont divers. Elle semble connaître par cœur des chansons de Lionel Richie, mais elle semble avoir des goûts plus axés vers le rock, le hard rock et le heavy metal :
- Dans la saison 4, Phoebe et sa mère partagent qu’elles aiment toutes deux les Beatles. Pendant son mariage avec Mike dans la saison 10, Here, There and Everywhere des Beatles est joué.
- Dans la saison 7, elle exprime son amour pour le groupe de grindcore Carcass
- Dans la saison 8, elle essaie de rencontrer Sting en prétendant être Susan (la femme de Carol) car Ben est en classe avec le fils de Sting. Elle pénètre dans la maison de Sting et est arrêtée. Elle a maintenant une injonction l'empêchant d'approcher la famille de Sting.
- Dans la saison 9, elle dit travailler « sur une reprise de chansons d'Iron Maiden ».
- Dans cette même saison, elle chante We Are the Champions de Queen dans un piano bar tenu par Mike.

Elle dit que la chanson la plus romantique est Hold me close, young Tony Danza. En réalité cette chanson d'Elton John s'appelle Tiny Dancer. Selon elle, son style musical est "acoustique et folk". Au début de la série, elle joue en accord ouvert : elle joue avec un seul doigt pour jouer les principaux accords. Par la suite, elle joue en accord normal.
Voulant apprendre la guitare à Joey, elle avoue avoir appris elle-même et qu'elle ne connaît pas le nom des accords. Elle les surnomme en fonction de la position de sa main : « La griffe de l'ours », « la patte de dinde », « la vieille sorcière », « le tigre », « le dragon », « l'iceberg » (représentant le sol dièse).
« Tu pues le chat » (Smelly Cat) apparaît dans l'épisode de la saison Celui qui a oublié un bébé dans le bus, il est révélé que c'est sa chanson la moins populaire mais la préférée de Rachel. À la fin de cet épisode, elle l'apprend à un personnage joué par Chrissie Hynde. Elle chante aussi « Tu pues le chat » avec Chris Isaak à la fin de Celui qui retrouve son singe — 1re partie, se moquant de l'improvisation qu'il réalise sur la chanson. Dans Celui qui remplace celui qui part, Phoebe réalise un clip vidéo où sa voix est remplacée par celle d'E.G. Daily. Leslie (Elizabeth Daily), son ex partenaire de chant, utilise la chanson pour la publicité d'une litière pour chat. Quand elle était petite, son père lui chantait Sleepy Girl dont la mélodie ressemble à « Tu pues le chat ». Pendant son dîner avec les parents de Mike, elle chante « Tu pues le chat » à table car personne ne parlait depuis dix-sept minutes.

## Biographie fictive

### Avant la série
Phoebe Buffay est la plus jeune des jumelles de Phoebe 'fitton' Abbott (Teri Garr) et de Frank Buffay, pharmacien de profession. Nées toutes deux le 16 février 1967, sa sœur jumelle Ursula (Lisa Kudrow), est cependant née une minute plus tôt. À cette époque, Frank était marié à la meilleure amie de Abbott, Lily, qui adopta Phoebe et Ursula. Les jumelles ne surent que tard que Lily n'était pas leur mère biologique. Phoebe mentionne peu sa jeunesse, à part le fait qu'elle vient de New York, que son père l'a abandonnée elle et sa famille quand elle était encore très jeune, et que sa mère s'est suicidée. Occasionnellement, elle raconte le comportement étrange de sa mère et parle de ses méthodes pour élever ses enfants.

La vie de Phoebe changea dramatiquement quand elle avait quatorze ans et que Lily se suicida juste avant Noël en mettant sa tête dans un four. À cette époque, le beau-père de Phoebe était en prison. À quinze ans, Phoebe vivait dans les rues de New York. Elle était très pauvre, et ne connut pas une enfance typique. Elle ne mentionne pas la vie d'Ursula après la mort de leur mère, mais elles ne restèrent pas ensemble. Phoebe vécut dans beaucoup d'endroits différents par exemple dans une Buick LeSabre. Elle n'est pas allée au lycée ni à l'université, mais elle prétend qu'elle a appris l'espagnol (le français en VO) dans un petit groupe qui se réunissait derrière une poubelle. Elle parle aussi italien.

Phoebe a eu recours au vol et au racket pour survivre. Quand elle avait quatorze ans, elle a agressé Ross Geller adolescent (David Schwimmer) près d'un magasin de bandes dessinées, lui volant la BD écrite par Ross : Science Boy. Phoebe dit que la BD lui a beaucoup appris. Phoebe dit avoir vécu à Prague mais elle refuse de parler de sa vie là-bas.
Elle a aussi passé du temps avec un homme albinos et avec un « type appelé Cindy qui parlait à ses mains ». Phoebe prétend avoir contracté l'hépatite quand un maquereau lui a craché dans la bouche. Elle dit avoir été poignardée par un officier de police, qu'elle poignarda aussi pour se défendre (« Mais c'est lui qui avait commencé ! »). Phoebe a appris la boxe dans une auberge de jeunesse.

Elle aurait été torturée et elle prétend avoir fabriqué des sombreros (elle ne les faisait pas assez grands, ce qui lui valut le surnom de « vilaine petite fille blanche » par son employeur). Phoebe a donc connu un passé atypique et éloigné de celui de ses amis. 

### Logement
Phoebe emménage avec Monica Geller (Courteney Cox) après avoir répondu à une petite annonce pour une colocation, ce qui marque le début de leur amitié. Cette dernière étant extrêmement maniaque, Phoebe décide de vivre chez sa grand-mère car elle a hérité de son appartement au 5 Morton Street, à New York City ("Celui qui ne supportait pas les poupées"). Pendant un certain temps, elle fait croire à Monica qu'elle est toujours sa colocataire, pour ne pas la blesser. Elle finira par lui avouer la vérité, justifiant qu'elle veut "un endroit où on peut cracher par terre".
Dans la sixième saison, Rachel devient sa colocataire. Puis, à la suite d'un incendie survenu dans son appartement, elle vivra sous le même toit que Monica et Chandler avant de devenir (momentanément) la colocataire de Ross dans la septième saison. Par la suite, elle rejoint son appartement où elle vit avec Mike.

### Vie amoureuse
Pendant qu'elle vit avec Monica, elle épouse Duncan (Steve Zahn), un patineur artistique canadien homosexuel, pour qu'il obtienne un passeport américain. Il révèle à Phoebe qu'il est hétérosexuel et se faisait passer pour homosexuel pour "se fondre dans le moule" de sa profession. Phoebe et Duncan divorcent donc, bien que Phoebe ait encore des sentiments pour lui.
 
Au début de la série, Phoebe semble n’avoir que plusieurs aventures sans lendemain avec des hommes à qui elle trouvait toujours un défaut. Elle sort même avec Sergeï, un diplomate d'un pays de l'Europe de l'Est, qui a besoin d’interprète pour la comprendre, mais aussi avec des hommes mariés, plus âgés et même parfois avec deux hommes en même temps. C’est avec Gary., un policier, qu’elle semblera avoir trouvé une relation stable avant qu’il tue un oiseau dès leur emménagement ensemble.  Après cette aventure, elle continuera les relations sans avenir, avant d’avouer que le seul homme qu’elle ait jamais aimé est David (qu'elle a rencontré dans la saison 1), un scientifique parti vivre à Minsk (Biélorussie) pour son travail. Elle ne le voit que rarement mais quand il décide de s’installer à New York, il la demande en mariage.
Phoebe est cependant déjà engagée avec Mike qu’elle a rencontré grâce à  Joey. Joey et Phoebe ont organisé un "double rendez-vous", mais Joey avait complètement oublié de trouver un homme pour Phoebe. Il prétend qu'il lui a trouvé un rendez-vous avec Mike, alors qu'il ne connaît pas de Mike. Il se rend donc au Central Perk où il crie le nom de Mike pour voir si quelqu'un lui répond. Ils prétendent alors être amis devant Phoebe alors qu'en réalité ils ne se connaissent pas. Celle-ci se rend compte du pot aux roses et se vexe que Joey lui ait fait rencontrer un inconnu. Finalement, elle leur pardonnera et commencera une relation avec Mike, puis rompra avec lui car il a divorcé et ne veut pas se remarier, ni fonder une famille alors que c'est le souhait de Phoebe.  Elle considère donc épouser David, mais Mike réalisant que c'est la femme de sa vie et qu’il ne veut pas la perdre, la demande en mariage. Il l'épousera dans l'épisode Celui qui jouait le rôle du père. Ils se marient dans la rue du Central Perk, sous la neige avec Joey comme prêtre, Chandler emmenant Phoebe à l’autel, Monica et Rachel en demoiselles d’honneur et Ross tenant le chien de Mike qui est témoin.
Phoebe est aussi brièvement fiancée à Joey dans Celui qui avait un sweat rouge, Joey croit qu’elle est enceinte et la demande en mariage. Phoebe accepte mais Joey reprend la bague et demande Rachel en mariage quand il apprend que c’est Rachel qui attend un enfant. À la fin de l'épisode 4 de la saison 7, on apprend que Tag Jones, le bel assistant de Rachel, avait craqué sur Phoebe au départ mais c'est avec Rachel qu'il finira par sortir, celle-ci lui ayant raconté  que Phoebe était lesbienne.

### Son métier
Phoebe chante pour le plaisir, mais n'a pas pour vocation d'en faire son métier. Cependant, elle se produit gratuitement au Central Perk pendant la saison 1, mais les clients considèrent qu'elle chante mal, et parfois fuient même le café. Par ailleurs, elle s'énerve contre les clients qui parlent entre eux quand elle chante. Elle est donc renvoyée du Central Perk au début de la saison 2. Elle chante aussi dans une bibliothèque pour des enfants, mais ses chansons abordent des thèmes peu adaptés à un jeune public : la mort des grands-parents ("Grand-mère), l'abattage des animaux (« Les animaux de la ferme »)… Elle se fait donc licencier de ce travail à la suite de plaintes de parents, bien que les enfants l'apprécient et la surnomment « La dame qui dit la vérité ». Ils viennent même la voir se produire au Central Perk.
Phoebe est contactée pour enregistrer en studio sa chanson phare « Tu pues le chat » (Smelly Cat en VO). Cependant, elle ne supporte pas les choristes qui chantent avec elle. Elle tourne quand même un clip, mais quand elle le montre aux amis, il s'avère que ce n'est pas elle qui chante : elle est doublée. Elle ne s'en rend même pas compte et croit que c'est elle qui chante, jusqu'à ce qu'elle relise le contrat de sa maison de disques qui stipulait qu'elle ne prêterait que son image et pas sa voix.
Chandler l'engage ensuite comme secrétaire intérimaire. Elle a aussi travaillé pour une compagnie de téléphone rose et comme télévendeuse de toner pour l'Empire Office Supplies. Elle s'associera aussi à Monica pour de la restauration à domicile, mais c'est un projet trop coûteux et Monica s'avère trop gentille pour réclamer de l'argent à ses employeurs.
Elle trouvera sa vraie vocation dans le massage. Elle travaille au début dans un salon mais se fait renvoyer pour prostitution après avoir embrassé un de ses clients. Par ailleurs, une de ses clientes est morte sur sa table de massage : son esprit va même la hanter selon Phoebe. Frank pense que le métier de sa sœur consiste à coucher avec ses clients : il tente de coucher avec une collègue de Phoebe. Voulant trouver un métier à son frère, elle lui propose de conduire une camionnette pendant qu'elle réalise des massages à l'arrière du véhicule. Rachel et Phoebe nomment ce projet le « Relaxi Taxi » mais ce projet ne verra pas le jour. Phoebe réalise donc ses massages où elle peut, aux domiciles de ses patients ou chez ses amis : chez Monica et Chandler (sans qu'ils le sachent) puis chez Ross. Elle trouvera un poste dans une grande chaîne de massage. Par ailleurs, elle dit à Rachel que les grandes chaînes de massage ne sont intéressées que par l'argent et "laisse leurs patients dans des coquilles vides", et lui interdit d'aller se faire masser là-bas, alors qu'en réalité elle y travaille.

## Relations avec les autres personnages durant la série

### Avec ses parents et son demi-frère
Ce n'est que devenant adulte que Phoebe découvrira qui était sa vraie mère. Sa grand-mère lui révèle qu'elle était la meilleure amie de sa mère adoptive, et Phoebe découvrira que c'est sa mère en allant lui rendre visite. Il s'avère qu'Ursula savait qui était leur vraie mère. Par ailleurs, sa grand-mère lui a souvent menti, la laissant dans le flou sur plusieurs aspects de sa famille. Aux funérailles de sa grand-mère, elle rencontrera son père Frank Buffay. Elle avait auparavant essayé de le rencontrer en allant chez lui mais il avait fui sa maison. Elle avait juste découvert qu'elle avait un demi frère : Frank Buffay Jr. Elle s'entendra bien avec lui, mais n'approuve pas sa relation avec Alice Knight (Debra Jo Rupp) une professeur d'arts ménagers bien plus âgée que lui. Frank s'avère très amoureux d'elle et elle finira par approuver leur relation, acceptant même d'être la mère porteuse de leur enfant. Lors de sa grossesse, la gynécologue lui révèle qu'elle attend des triplés, causant à la fois enthousiasme et inquiétude chez les parents. Finalement, Phoebe accouchera de triplés, un garçon et deux filles : Frank Jr. Jr., Leslie et Chandler (qui devait être un garçon).
« Frank Jr. : - Chandler est une fille ! Chandler est une fille !

Chandler : - Me revoilà à l'école primaire  »
— S05E03 - Celui qui a des triplés
À noter que dans l'épisode 02x06 - (Celui qui a oublié un bébé dans le bus), lorsque Phoebe joue de la guitare devant le Central Perk, un homme lui laisse un préservatif (au lieu d'argent) qu'il vient récupérer à la fin de l'épisode. Cet homme est Frank Jr. Simple figuration ? Peut-être, mais il s'agit là de la première rencontre de Phoebe avec son demi-frère Frank.

### Avec sa sœur Ursula
Les parents de Phoebe ont toujours préféré Ursula, considérant qu'elle était plus intelligente (elle a su marcher avant Phoebe) et plus jolie. Phoebe déteste qu'on les confonde : elle est jalouse de sa sœur. Phoebe considère sa sœur comme celle qui brise tout dans sa vie : quand elle était enfant, Ursula a jeté son thermos sous un camion, puis a volé un petit ami à Phoebe, Randy Brown, et lui a brisé le cœur. Quand Ursula sort avec Joey, Phoebe ne masque pas son mécontentement, ne voulant pas que Ursula le « lui vole » et l'anéantisse car elle considère que sa sœur n'a aucun scrupule. Dans la sixième saison, Phoebe découvre qu'Ursula exerce le métier d'actrice de films pornographiques avec le nom de sa sœur Phoebe Buffay, sans lui avoir dit. Pour se venger, Phoebe ira encaisser la paie d'Ursula en tant qu'actrice du X. Dans la huitième saison, Eric (Sean Penn) se présente comme le fiancé d'Ursula, mais il s'avère qu'elle lui a menti en lui faisant croire qu'elle fait du bénévolat, et qu'elle est une généreuse institutrice travaillant dans une école qui s'occupe d'enfants agents secrets. Phoebe lui apprend la vérité et il rompt avec Ursula. Phoebe et Eric sortiront ensemble, mais il la trompera avec Ursula, croyant que c'était Phoebe.
Elles sont toutes les deux militantes pour la protection de la nature, même si Phoebe est plus militante qu'Ursula.

### Avec les autresFriends
- Chandler :

Il est comme un petit frère pour Phoebe, demandant plusieurs fois à ce qu’elle joue avec lui : par exemple à cache-cache, en cherchant des noms de super héros ou en passant un Thanksgiving à jouer à Pac-Man. Ils ont souvent des discussions futiles. Il l’accompagne quand elle va chez son père pour le rencontrer. Ils partagent également un duo sur Endless Love de Lionel Richie après que Chandler a rompu avec Janice ; et regardent ensemble du football pour ne pas avoir à aider Monica pour préparer le diner. Ils détestent tous deux le côté agressif de Monica, Chandler soutient même Phoebe quand elle renvoie Monica comme organisatrice de mariage.
Chandler considère Phoebe comme étrange, disant qu’elle est une extraterrestre dans la saison 5 : "Un avion ? Il vaudrait mieux une fusée pour que tu retournes sur ta planète ! ". Pour que Chandler avoue qu’il est avec Monica, Phoebe le drague. Elle lui dit qu’il l’attire, alors que Chandler rentre dans son jeu pour ne pas révéler sa romance à Phoebe. Il l’invite à dîner et ils se séduisent, tout en sachant que c’est un stratagème. Chandler semble le moins à l’aise mais Phoebe ne l’est pas non plus. Ils s’embrassent brièvement et bizarrement, mais Chandler la repousse en disant qu’il est amoureux de Monica.

À plusieurs occasions, Phoebe montre qu’elle a de l’affection pour Chandler, par exemple dans Celui qui rencontrait le père, Phoebe dit à Chandler qu’elle attendra qu’il fasse le premier pas. Celui qu'on voyait dans les feuilles de thé, Phoebe lit dans ses feuilles de thé qu’elle va rencontrer l’homme de ses rêves et dit « Surement pas celui dont j’ai rêvé la nuit dernière », et pointe un doigt vers Chandler murmurant « Toi ». Dans Celui pour qui le foot c'est pas le pied elle montre ses seins à Chandler pour qu’il lâche le ballon et Chandler semble apprécier. Dans Celui qui lave plus blanc, ils essayent de rompre avec leurs petits amis respectifs, Phoebe dit qu’ils devraient passer plus de temps ensemble. Il dit que plus tard ils pourraient aller écraser des chiots, Phoebe répond qu’elle ne veut pas. Chandler rompt avec Janice et dit qu’ils devraient toujours rompre ensemble et elle y répond “J’adorerais ça !” Elle décide d’appeler un enfant de son frère Chandler après avoir hésité entre Joey et Chandler. Finalement, le bébé Chandler s’avère être une fille.
Chandler lui demande de l’aider à choisir une bague de fiançailles pour Monica quand elle le surprend en train de lire des brochures. Chandler et Monica aident Phoebe à se remettre avec Mike durant leur voyage à la Barbade. Chandler accompagne Phoebe à l’autel pour son mariage, car Chandler est le seul garçon du groupe disponible (Joey les marie et Ross porte un chien, témoin de Mike). Il lui dit qu’elle est sublime et elle l’appelle « Nouveau papa ». 

Plus tard dans la série, leur relation se dégrade notamment car Phoebe se moque souvent de lui. Plusieurs fois, elle le rabaisse auprès de Monica, disant qu’elle mérite mieux et que Chandler n’est pas fait pour elle. Elle parie avec Rachel que leur mariage durera moins d'un an. Elle présente même à Monica celui qu’elle pense être son âme sœur, et qui ne serait donc pas Chandler.
Chandler arrête de fumer grâce à Phoebe : dans Celui qui a un rôle, elle dit qu'elle lui offrira $7 000 s'il arrête de fumer. On ne sait pas si elle a tenu sa promesse.
- Monica :

Même si Phoebe et Monica sont proches, Phoebe trouve son attitude compétitive et maniaque énervante. Quand Monica s’emporte, Phoebe plaisante sur le fait qu’elle ait « réveillé la bête ». Quand elle explique pourquoi elle a déménagé de chez Monica, Phoebe dit « J’ai besoin de vivre dans un monde où les gens crachent ! » et dit aussi qu’elle en a marre de devoir manger ses cookies au-dessus de l’évier pour ne pas faire de miettes. Elle déménage d’ailleurs subrepticement, en enlevant un objet à chaque fois pour éviter que Monica s’en rende compte. Quand Monica le découvre, elle dit qu’elle espère rester amie avec Monica. Avant la série, elle a essayé de "rayer Monica de sa vie" ce qui cause une dispute entre elles. Mais Phoebe dit qu’elle n’a jamais réussi car Monica est importante pour elle. Elles se disputent aussi lorsque Monica est son organisatrice pour le mariage et que Phoebe la renvoie car Monica lui donne trop d’ordres et veut tout planifier même les anecdotes qu’elle doit ou non raconter à son mariage. Par ailleurs, quand Phoebe embarrasse Monica en chantant devant son restaurant, elle se venge en insultant la cuisine de Monica.

Pendant les fiançailles de Monica avec Chandler, elle ne sait pas qui, de Phoebe ou de Rachel, serait la demoiselle d’honneur au mariage. Elle les laisse donc se départager. Au début, Phoebe est choisie car elle n’a jamais été demoiselle d’honneur. Rachel découvre que c’est faux et demande alors à Ross et Joey d’organiser un concours dans lesquelles elles s’affrontent dans divers situations de demoiselle d’honneur. Phoebe gagne mais dit à Rachel qu’elle ne peut pas accepter car ça a plus d’importance aux yeux de Rachel. Phoebe est par ailleurs heureuse de ne pas subir les ordres de Monica durant l’organisation du mariage.
- Rachel :

Phoebe se moque souvent de Rachel, par exemple de son métier de serveuse et surtout de son incapacité à faire son métier correctement.
Au début de la série, Phoebe et Rachel vont se faire tatouer, mais Rachel prend peur, et Phoebe la force à y aller. Cependant, Rachel se fait tatouer un cœur sur la hanche mais Phoebe a eu peur des aiguilles et ne se fait pas tatouer, ce qui cause des moqueries de la part de Rachel.

Phoebe et Rachel sont colocataires pendant un moment durant la saison 6 , même si elles se disputent souvent, notamment quand Rachel est embarrassée car Phoebe court comme « Kermit la grenouille », ce qui la vexe. Pour se faire pardonner, Rachel court comme elle, avant de réaliser que c'est en fait plus amusant que le jogging classique. Phoebe admet que si elle devait sortir avec une de ses amies, elle choisirait Rachel car elle est plus facile à vivre que Monica, mais elle avoue aussi que Rachel est "une bonne poire", ce qui vexe Rachel. 

Durant leur colocation elles se rapprochent, mais Rachel doit déménager à la suite d'un incendie qui a détruit leur appartement. Au départ, elles se disputent pour savoir qui ira vivre chez Monica, car elle est une hôte formidable, et à la fin elles se battent pour savoir qui ira chez Joey car il est beaucoup moins difficile à vivre et plus amusant, c'est pourquoi elle essaye de faire déménager Rachel de chez Joey mais échoue. Phoebe emménage donc chez Monica et Rachel reste chez Joey.

Phoebe a des difficultés à croire que Rachel a embrassé une de ses anciennes amies d'université (Mélissa) et pour la convaincre Rachel les emmènent dîner. Melissa nie qu'elles se sont embrassées, mais avoue à la fin qu'elle est lesbienne et qu'elle est toujours amoureuse de Rachel. Quand Mélissa s'en va, Phoebe embrasse Rachel, remarquant après coup qu'elle a "connu mieux".